# غونتر هيرمان
غونتر هيرمان (بالألمانية: Günter Herrmann)‏ هو لاعب كرة قدم ومدرب كرة قدم ألماني، ولد في 2 سبتمبر 1934 في ساربروكن في ألمانيا، وتوفي بنفس المكان في 7 نوفمبر 2012. شارك مع منتخب سارلاند لكرة القدم.

## وصلات خارجية
- غونتر هيرمان على موقع قاعدة بيانات كرة القدم.إي يو (الإنجليزية)
- غونتر هيرمان على موقع ناشيونال فوتبول تيمز (الإنجليزية)
- غونتر هيرمان على موقع عالم كرة القدم.نت (الإنجليزية)